# Glochidion trichogynum
Glochidion trichogynum är en emblikaväxtart som beskrevs av Johannes Müller Argoviensis. Glochidion trichogynum ingår i släktet Glochidion och familjen emblikaväxter.
Artens utbredningsområde är Filippinerna. Inga underarter finns listade i Catalogue of Life.